# Kotta, Shikarpur
Kotta là một làng thuộc tehsil Shikarpur, huyện Shimoga, bang Karnataka, Ấn Độ.